# Ritxne (Bakhtxissarai)
|  | Per a altres significats, vegeu «Retxnoie». |

Ritxne (en (ucraïnès): Річне, en rus: Речное, Retxnoie) és un poble de la República Autònoma de Crimea a Ucraïna, que el 2014 tenia 337 habitants. Pertany al districte de Bakhtxissarai.

## Població
Segons les dades del 2001 la composició de la població de la vila de Ritxne d'acord amb la llengua que empren és la següent:
| Llengua  | %     |
| -------- | ----- |
| Rus      | 69,47 |
| Tàtar    | 21,12 |
| Ucraïnès | 6,87  |